# Harry Lookofsky
Harry Lookofsky (Paducah, Kentucky, 1 de octubre de 1913 - 8 de junio de 1998) fue un violinista estadounidense de jazz y música clásica. 
Estudió violín clásico en St. Louis (Misuri), incorporándose a la Orquesta Sinfónica de la ciudad, a mediados de la década de 1930. En 1938 ingresa en la Orquesta Sinfónica de la NBC, entonces dirigida por Arturo Toscanini. Cuando éste se retiró en 1954, Lookofsky pasó a ser concertmaster de la ABC, hasta su fallecimiento.
Paralelamente, su admiración por el violinista de jazz, Joe Venuti, le llevó a tocar jazz, llegando a ser reconocido, con el tiempo, como uno de los más importantes violinistas de bop, y el único que utiliza de forma asidua el violín tenor, por su sonoridad parecida a la del saxo tenor. Sus primeros trabajos fueron para Paul Whiteman e Isham Jones, dos clásicos del jazz tradicional. Publicó varios discos como titular, siendo el más conocido de ellos Stringville (Atlantic Records, 1958). Grabó también, entre muchos otros, con Herb Ellis, Stuff Smith, Wes Montgomery, Quincy Jones, Jaco Pastorius, Sarah Vaughan, George Benson, Freddie Hubbard, Antonio Carlos Jobim y los grupos de jazz-rock, Spyro Gyra y Blood, Sweat & Tears.